# روضة الخفس
روضة الخفس هي سهل رملي منبسط، تكسوه زهور النفل، وليس فيها أشجار كبيرة، تحيط بها الرمال من الغرب وجبال العرمة من الشرق، ويصب فيها أودية أهمها شعيب ملهم، وشعيب دقلة وشعيب محرقة، وهي من أقرب الروضات إلى مدينة الرياض. تُعتبر الروضة منتزة مُهم لأهالي مدينة الرياض، تبعد عنه 82 كم.